# Liste der Bischöfe von Bovino
Die folgenden Personen waren Bischöfe von Bovino (Italien):
- Johannes (971)
- Otto (1061)
- Albero (1075)
- Robert I. (1090)
- Ugo (1099)
- Gisone I. (1118)
- Alessandro I. (1131)
- Pandolfo (1179)
- Gisone II. (1180–1182)
- Guglielmo (1215–1220)
- Robert II. (1215–1215)
- Pietro I. (1220–1238)
- Matteo (1238–1240)
- Manerio (1240–1244)
- Giovanni Batt. (1244–1244)
- Enrico (1269)
- Mainerio (1289–1289)
- Riccardo (1290–1294)
- Pietro II. (1294)
- Alessandro I. (1304–1309)
- Giacomo (1309–1328)
- Rostagno (1328–1329)
- Ruggiero (1329–1340)
- Matteo (1340)
- Guglielmo Di Cabilone (1346–1349)
- Johannes II. (1346–1346)
- Nicola (1349–1354)
- Pietro De Argentino (1354–1370)
- Bartolomeo Sparella (1371)
- Domenico De Sassinoro (1371)
- Pietro Auletta (1381)
- Bernardo Ferrari (1386)
- Giovanni III. (1386–1386)
- Antonio (1397–1403)
- Bartolomeo Della Porta (1403)
- Pietro Auletta (1407–1425)
- Bartolomeo De Sparella (1425–1427)
- Pietro De Scalera (1427–1463)
- Natulo Lombardi (1463–1477)
- Giovanni Candida (1477–1490)
- Giovanni Batt. Gagliardi (1499–1510)
- Giovanni De Cappellani (1510–1529)
- Benedetto de Accolti (1530–1535) (Apostolischer Administrator)
- Alfonso Oliva (1535–1541)
- Giovanni Domenico De Anna (1565–1578)
- Ferdinando Giovanni De Anna (1565–1578)
- Angelo Giustiniani (1578–1600)
- Paolo Tolosa (1601–1615)
- Giovanni Antonio Calderisi (1616–1658)
- Vincenzo Roviglioni (1658–1669)
- Francesco Antonio Curzio (1670–1672)
- Giuseppe Di Giacomo (1673–1684)
- Angelo Cerasi (1685–1728)
- Seliger Antonio Lucci (1729–1752)
- Tommaso Pacelli (1752)
- Nicola Molinari (1783–1792)
- Vincenzo Maria Parruco Tries (1798–1798)
- Paolo Garzilli (1818–1832)
- Francesco Iovinelli (1833–1836)
- Francesco Saverio Farace (1837–1851)
- Filippo Gallo, C.M. (1852–1858)
- Giovanni Montuoro (1859–1862)
- Alessandro Cantoli (1871–1884)
- Salvatore Maria Bruno Bressi, O.F.M. Cap. (1884–1887)
- Michele De Jorio (1887–1898)
- Giuseppe Padula (1898–1909)
- Umberto Maria Fiodo (1910–1923)
- Cornelio Sebastiano Cuccarollo, O.F.M. Cap. (1923–1930)
- Innocenzo Alfredo Russo, O.F.M. (1937–1959)
- Renato Luisi (1959–1963)
- Giuseppe Lenotti (1974–1981)
- Salvatore De Giorgi (1981–1986) (auch Erzbischof von Foggia)